# João Paulo Andrade
João Paulo Andrade (Leiria, 6 de Junho de 1981) é um futebolista português.
Considerado um jogador polivalente, iniciou a sua carreira no UD Leiria. Actuando em qualquer posição da defesa ou como médio defensivo, tornou-se um importante jogador da equipa de Leiria ao ponto de ter chegado a jogar no Sporting CP a título de empréstimo. No entanto, o clube de Alvalade optou por não adquirir o passe do jogador, tendo voltado para o UD Leiria onde se tornou capitão de equipa.
As suas exibições seguras levaram o FC Porto a adquirir o seu passe para a época de 2006/07. João Paulo foi para o FC Porto com 25 anos.
Não se tendo conseguido impor no plantel principal foi emprestado ao Rapid Bucuresti, do campeonato romeno por uma época. Aí foi votado o melhor central a jogar na roménia nessa época.
No início da época 2009/2010 foi anunciada pelo Le Mans, do campeonato francês, a sua contratação por três épocas.

## Títulos
Porto
- Campeonato Português: 2006-07, 2007-08